# كرايغ ماكدونالد (لاعب هوكي جليد)
كرايغ ماكدونالد هو لاعب هوكي الجليد كندي، ولد في 7 أبريل 1977 في Antigonish, Nova Scotia ‏ في كندا.

## وصلات خارجية
- كرايغ ماكدونالد على موقع دوري الهوكي الوطني (الإنجليزية)
- كرايغ ماكدونالد على موقع EliteProspects.com (الإنجليزية)
- كرايغ ماكدونالد على موقع HockeyDB.com (الإنجليزية)
- كرايغ ماكدونالد على موقع Hockey-Reference.com (الإنجليزية)